# 발레리 카우프만
발레리 카우프만(영어: Valery Kaufman, 러시아어: Валери Кауфман, 1995년 5월 30일 ~ )은 러시아의 모델이다.